# Saltee Islands SPA
Saltee Islands SPA este o arie protejată (arie de protecție specială avifaunistică — SPA) din Irlanda întinsă pe o suprafață de 870,62 ha, integral pe uscat.

## Localizare
Centrul sitului Saltee Islands SPA este situat la coordonatele 52°07′30″N 6°36′09″W / 52.124962°N 6.602628°V.

## Înființare
Situl Saltee Islands SPA a fost declarat arie de protecție specială avifaunistică în august 1985 pentru a proteja 11 specii de animale.

## Biodiversitate
Situată în ecoregiunea atlantică, aria protejată nu include niciun habitat protejat.
La baza desemnării sitului se află mai multe specii protejate de  păsări (11): alca (Alca torda), șoim călător (Falco peregrinus), papagal de mare (Fratercula arctica), Fulmarus glacialis, pescăruș negricios (Larus fuscus), sula bassana (Morus bassanus), cormoran mare (Phalacrocorax carbo), Puffinus puffinus, Pyrrhocorax pyrrhocorax, Rissa tridactyla, Uria aalge.
Pe lângă speciile protejate, pe teritoriul sitului au mai fost identificate 3 specii de păsări.